# خرم‌آباد (تاکستان)
خرم‌آباد روستایی از توابع بخش اسفرورین شهرستان تاکستان در استان قزوین ایران است.

## جمعیت
این روستا در دهستان خرم‌آباد قرار دارد و براساس سرشماری مرکز آمار ایران در سال ۱۳۸۵، جمعیت آن ۱٬۶۸۰ نفر (۴۱۵خانوار) بوده‌است.